# San Marino RTV

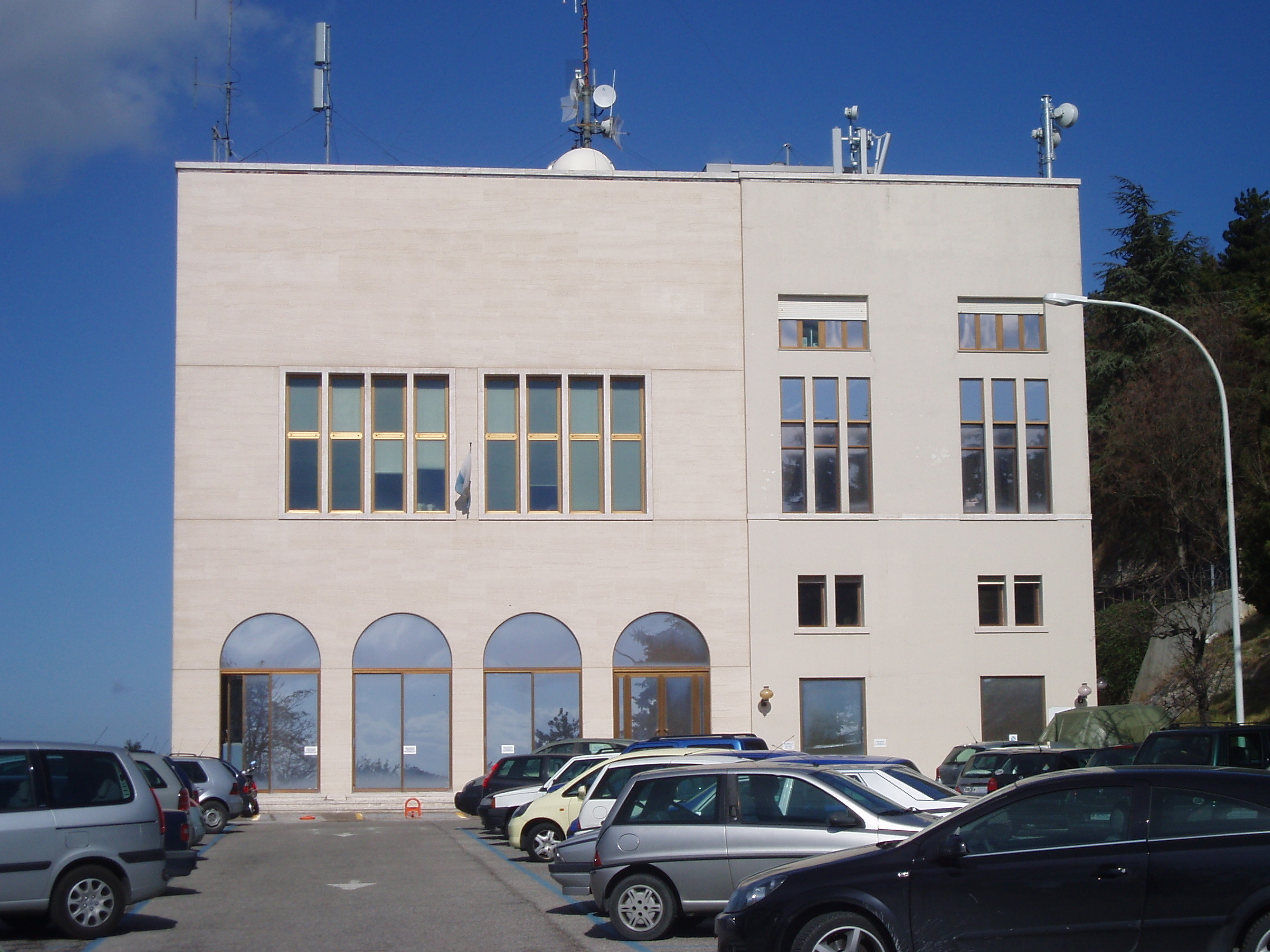
San Marino RTV:s säte.

Radiotelevisione della Repubblica di San Marino, allmänt känd som San Marino RTV och förkortat SMRTV, är det statliga public service-företaget i San Marino grundat i augusti 1991. Den 13 juni 2011 bytte San Marino RTV namn till SMtv San Marino. I november 2013 ändrades namnet tillbaka till San Marino RTV.
Sändningsföretaget driver för närvarande två TV-kanaler, San Marino RTV och San Marino RTV Sport, och två radiostationer, Radio San Marino och Radio San Marino Classic. San Marino RTV sänder på italienska, San Marinos officiella språk.

## Historia
San Marino RTV grundades i augusti 1991 tack vare aktiekapitalet i Ente per la Radiodiffusione Sammarinese (ERAS) och den italienska public service-sändningsbolaget RAI. Båda deltog med 50% av kapitalet. Avtalet mellan de båda parter är föremål för regelbundna översyner för att garantera och uppdatera målen för public service-sändningar.
Experimentella radiosändningar började den 27 december 1992. Den 28 februari 1993 lanserades Radio San Marino som sände dygnet runt. Experimentella TV-sändningar började den 24 april 1993. Den 28 februari 1994 lanserades en vanlig TV-tjänst som sände från 10:00 till 02:00.
I juli 1995 blev San Marino RTV fullvärdig medlem i Europeiska radio- och TV-unionen (EBU). 2007 började San Marino RTV uttrycka intresse för att delta i Eurovision Song Contest och den 27 november 2007 tillkännagavs det att San Marino skulle göra sin debut vid Eurovision Song Contest 2008, som hölls i Belgrad, Serbien. Efter att ha placerat sig på en sista plats i semifinalen stod San Marino RTV över tävlingarna 2009 och 2010 på grund av ekonomiska problem. Det återvände 2011 och nådde finalen för första gången i 2014 års tävling.
År 2011 försökte San Marino RTV att delta i Junior Eurovision Song Contest, men beslutade att dra sig ur i oktober samma år. Den 25 oktober 2013 tillkännagavs att San Marino skulle göra sin debut vid tävlingen 2013, som hölls i Kiev, Ukraina.
Den 11 oktober 2014 öppnade kanalen ett kontor i Rom med korrespondenten Francesca Billotti. Sedan den 22 december 2016 har San Marino RTV sänt i hög upplösning på digital markbunden TV, och sedan den 22 februari 2018 har de även sänt i HD via satellit. Från och med den 20 oktober 2021 började kanalen sända i hela Italien på kanal 831 i MPEG-4 SD på RAI Mux B. I december samma år utsågs Ludovico Di Meo till VD för San Marino RTV, en position han innehade till den 29 januari 2023.